# Lioba von Hörmann
Lioba von Hörmann  (* 1. August 1828 in Speyer als Susanne Alwens; † 10. Februar 1899 auf Frauenwörth) war eine deutsche Benediktinerin. Von 1889 bis 1899 war sie die Priorin des Klosters Frauenchiemsee, das auch als Frauenwörth bezeichnet wird.

## Leben
Susanne Alwens wurde als Tochter des ehem. pfälzischen Regierungspräsidenten Franz Alwens und Caroline geb. Falciola aus Lauterecken geboren. Ihre Schwester Julie Alwens (1823–1849) und sie heirateten nacheinander den Appellationsgerichtsrat Goswin Hörmann von Hörbach (1810–1873), Sohn von Joseph Hörmann von Hörbach, dem Regierungspräsidenten von Oberbayern. Nach dem Tod ihres Mannes 1873 widmete sich Susanne Hörmann von Hörbach in München der religiös motivierten Armenpflege und wurde 1876 auf Anraten ihres Beichtvaters, des Speyerer Bischofs Daniel Bonifaz von Haneberg, Benediktinerin mit dem Ordensnamen Lioba. Sie war ab dem 15. Mai 1889 Priorin des Klosters Frauenchiemsee.  Als solche übernahm sie die Beuroner Reformkonstitutionen und führte eine strengere Trennung zwischen Kloster und Schule auf der Fraueninsel durch. Auf ihre Initiative geht die Gründung des Tochterklosters in Tettenweis zurück, die aber erst unter ihrer Nachfolgerin realisiert werden konnte. Ihr Nachfolgerin als Priorin des Klosters Frauenchiemsee war Cäcilia Trischberger. Lioba von Hörmann starb am 10. Februar 1899 auf Frauenwörth.